# The Bloody Beetroots

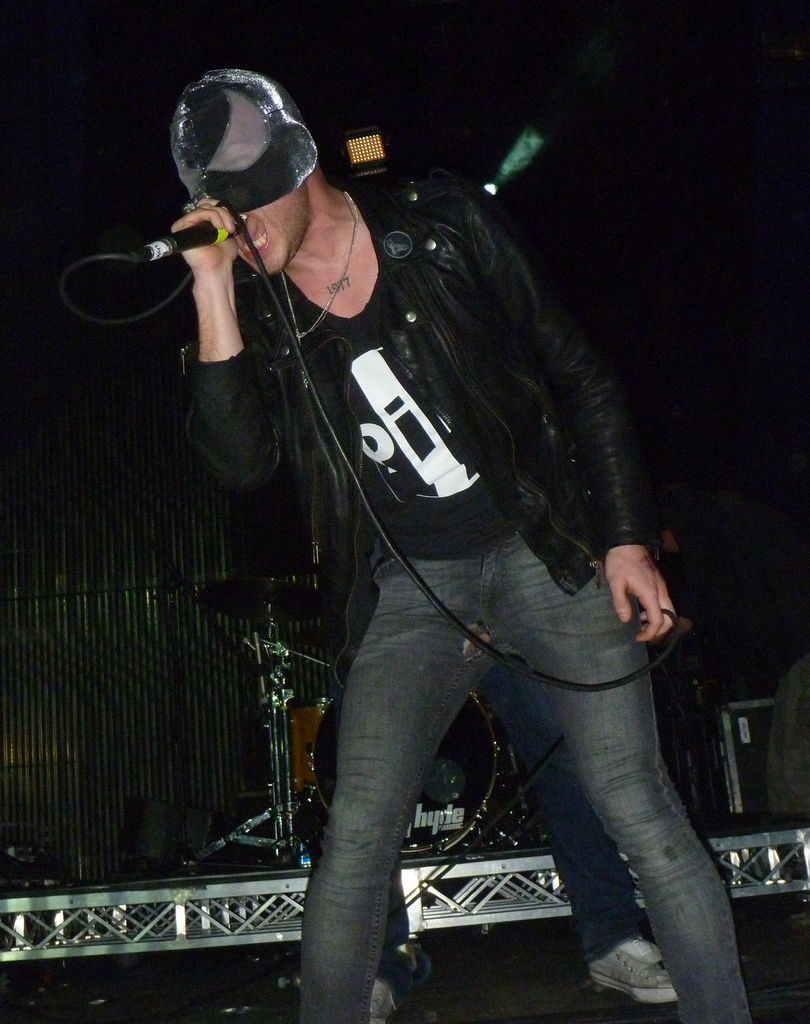
Bob Rifo live

The Bloody Beetroots ist ein Projekt und Pseudonym des italienischen Electro-Produzenten Sir Bob Cornelius Rifo, welches er 2006 zusammen mit DJ Tommy Tea gründete. Ihr Markenzeichen sind die Venom-Masken, die aus den Spider-Man-Filmen bekannt sind. Diese tragen die Musiker während ihrer Liveauftritte.
Während Sir Bob Cornelius Rifo für jegliche Musikproduktion verantwortlich ist, begleitete Tommy Tea ihn nur bei Liveauftritten der Projekte The Bloody Beetroots DJ Set und The Bloody Beetroots Death Crew 77.

## Geschichte
Das Projekt begann offiziell im Januar 2007. Die gemeinsame US-Tour 2008 mit Steve Aoki brachte The Bloody Beetroots schließlich den Durchbruch. Erst produzierten sie Remixe und schließlich folgte 2009 ihre erste Single Rombo und schließlich ihr Debüt-Album Romborama. Die erfolgreichsten Single-Auskopplungen sind Warp 1.9 und Cornelius. Warp 1.9 verzeichnet mehr als 13 Millionen Klicks bei YouTube und war unter den Top 100 Songs bei iTunes vertreten. Warp 1.9 sowie das komplette Album ist in Zusammenarbeit mit Steve Aoki produziert worden. Sir Bob Cornelius Rifo und Steve Aoki gründeten zudem 2010 noch die Hardcore-Band Rifoki (aus ihren Nachnamen zusammengesetzt).
2010 folgten ihre neuen Singles Domino und New Noise.
Im Jahr 2011 tourte Rifo mit einer Liveband unter dem Namen The Bloody Beetroots Death Crew 77. Weitere Mitglieder waren Tommy Tea (FX Controller), Edward Grinch (Schlagzeug, bis 2011) und Battle (Schlagzeug, ab 2011).
2012 tourten Rifo und Tommy Tea als The Bloody Beetroots DJ Set. Seit Anfang 2013 tourt Rifo wieder mit einer Liveband, diesmal unter dem Namen The Bloody Beetroots LIVE. Aktuell befinden sich in der Band folgende Mitglieder: Sir Bob Cornelius Rifo (Gesang, Piano, Gitarre, Bass), Battle (Keyboards, Bass) und Edward Grinch (Schlagzeug).
Im September 2013 erschien das Album HIDE.
Im Oktober 2017 erschien das Album The Great Electronic Swindle.
Lieder von The Bloody Beetroots sind auf Soundtracks von CSI: Miami, The Hard Times of RJ Berger und den Videospielen FIFA 09, NBA 2009, NBA2K9, Need for Speed: ProStreet, Need for Speed: Nitro, Pro Evolution Soccer 2012, Asphalt, Saints Row: The Third und Saints Row IV vertreten.

## Diskografie

### Alben
| Jahr | Titel                        | Format      | Label                                    |
| ---- | ---------------------------- | ----------- | ---------------------------------------- |
| 2009 | Romborama                    | Studioalbum | Dim Mak Records/Downtown Music           |
| 2013 | Hide                         | Studioalbum | ULTRA Music / Sony Music Entertainment   |
| 2017 | The Great Electronic Swindle | Studioalbum | Last Gang Records Inc./eOne Music Canada |

### EPs
| Jahr | Titel                                   | Format | Label                          |
| ---- | --------------------------------------- | ------ | ------------------------------ |
| 2008 | Cornelius                               | MP3    | Dim Mak Records/Downtown Music |
| 2008 | Rombo EP                                | MP3/CD | Dim Mak Records                |
| 2009 | Christmas Vendetta: Spares of Romborama | MP3    | Dim Mak Records                |
| 2010 | Domino: Spares of Romborama Pt. 2       | MP3    | Dim Mak Records                |

### Singles
| Jahr | Titel   | Format  | Label           |
| ---- | ------- | ------- | --------------- |
| 2009 | Warp    | MP3/12" | Dim Mak Records |
| 2009 | Awesome | MP3/12" | Dim Mak Records |

### LPs
| Jahr | Titel     | Format       |
| ---- | --------- | ------------ |
| 2009 | Romborama | Schallplatte |